# Малый, Сергей Дмитриевич
Сергей Дмитриевич Малый (24 июня 1923, Ростов-на-Дону, Донская область — 21 апреля 1993, Ростов-на-Дону) — участник Великой Отечественной войны, командир роты 185-го гвардейского стрелкового полка (60-я гвардейская стрелковая дивизия, 6-я армия, 3-й Украинский фронт) гвардии старший лейтенант. Герой Советского Союза (1944).

## Биография
Родился 24 июня 1923 года в пос. Широчанка г. Ейска Краснодарского края в семье рабочего. Русский.
Образование начальное среднее.
В Красной Армии с июня 1941 года. Окончил Краснодарское военное пехотное училище в 1942 году. В действующей армии с февраля 1942. Член КПСС с 1944 года.
Командир роты стрелкового полка гвардии старший лейтенант Малый в ночь на 26 ноября 1943 года форсировал Днепр в районе с. Разумовка (Запорожский район Запорожской области). Рота захватила плацдарм, штурмом овладела господствующей высотой. С. Д. Малый был ранен, но не покинул поле боя.
Представлен к званию Героя Советского Союза. Из наградного листа на С. Д. Малого:

«Гвардии ст. лейтенант тов. МАЛЫЙ является умелым, бесстрашным и находчивым командиром. Своим подразделением в ночь с 25 на 26.11.1943 года форсировал р. ДНЕПР, стремительной атакой ворвался в траншеи противника, опрокинув его в бегство и занял передний край его обороны. Тов. МАЛЫЙ со своей ротой успешно отбил несколько контратак танков и пехоты противника.
27.11.1943 года в результате решительных, умелых и правильных действий рота тов. МАЛОГО штурмом овладела командной высотой противника 76,8. В боях за высоту тов. МАЛЫЙ был тяжело ранен и не покидая поля боя, не сдавая командование, руководил боем до тех пор, пока не был прислан заместитель к нему. Выполнив боевые задания командования, был эвакуирован в госпиталь.
За отличное выполнение боевых заданий командования, за успешное форсирование р. ДНЕПР, за овладение высотой 76,8 тов. МАЛЫЙ
достоин присвоения ЗВАНИЯ ГЕРОЯ СОВЕТСКОГО СОЮЗА.
Командир 60 ГВПКСД
гвардии генерал-майор Монахов»
— Наградной лист
Указом Президиума Верховного Совета СССР от 22 февраля 1944 года за образцовое выполнение боевых заданий командования на фронте борьбы с немецкими захватчиками и проявленные при этом отвагу и геройство гвардии старшему лейтенанту Малому Сергею Дмитриевичу присвоено звание Героя Советского Союза с вручением ордена Ленина и медали «Золотая Звезда».
В дальнейшем принимал участие в Никопольско-Криворожской, Березнеговато-Снигиревской, Одесской, Ясско-Кишиневской, Варшавско-Познанской и Берлинской наступательных операциях.
После окончания войны продолжил службу в Вооруженных Силах.
В 1945 и 1958 годах окончил курсы «Выстрел». С 1966 года полковник Малый — в запасе.
Жил в Ростове-на-Дону, работал на заводе «Ростсельмаш».
Умер 21 апреля 1993 года, похоронен на Северном кладбище в г. Ростове-на-Дону.

## Память
- Имя Героя высечено золотыми буквами в зале Славы Центрального музея Великой Отечественной войны в Парке Победы города Москвы.
- На могиле установлен надгробный памятник.

## Награды
- Медаль «Золотая Звезда» Героя Советского Союза (22.02.1944).[2]
- Орден Ленина (22.02.1944).[2]
- Орден Отечественной войны I степени(11.03.1985)[3]
- Орден Красной Звезды (1956)
- Медаль За боевые заслуги(1951)
- Медаль «В ознаменование 100-летия со дня рождения Владимира Ильича Ленина» (6 апреля 1970)
- Медаль «За победу над Германией в Великой Отечественной войне 1941—1945 гг.» (9 мая 1945[4])
- Юбилейная медаль «Двадцать лет Победы в Великой Отечественной войне 1941—1945 гг.» (7 мая 1965[5])
- Юбилейная медаль «Тридцать лет Победы в Великой Отечественной войне 1941—1945 гг.»[6]
- Медаль «Сорок лет Победы в Великой Отечественной войне 1941-1945 гг.»[7]
- Медаль «50 лет Победы в Великой Отечественной войне 1941-1945 гг.»* Медаль «Ветеран труда»
- Медаль «30 лет Советской Армии и Флота».[8]
- Юбилейная медаль «40 лет Вооружённых Сил СССР»[9]
- Юбилейная медаль «50 лет Вооружённых Сил СССР» (26 декабря 1967[10])
- Юбилейная медаль «60 лет Вооружённых Сил СССР» (28 января 1978[11])
- Юбилейная медаль «70 лет Вооружённых Сил СССР» (28 января 1988[12])
- Знак МО СССР «25 лет Победы в Великой Отечественной войне» (24 апреля 1970)

Звание Героя Советского Союза присвоено 22.02.1944